# Sem Verbeek
Pour les articles homonymes, voir Verbeek.
Sem Verbeek, né le 12 avril 1994 à Amsterdam, est un joueur de tennis néerlandais.

## Biographie
Diplômé en médecine du sport de l'université du Pacifique à Stockton, Sem Verbeek évolue ensuite durant trois en saisons en simple sans obtenir de succès. En double, il décroche neuf titres ITF en 2017 puis sept autres en 2018. Il enregistre sa première victoire en Challenger à Winnipeg avec Marc-Andrea Hüsler. Ils sont quart de finalistes à Bâle en fin de saison. En 2021, il dispute une finale à Cabo San Lucas.
En 2024, il est quart de finaliste du Miami avec John-Patrick Smith. Il remporte un titre sur le circuit ATP, au tournoi de Newport avec André Göransson. 
Sur le circuit Challenger, il a remporté quinze titres en double entre 2018 et 2024.

## Palmarès

### Titre en double messieurs
| No | Date       | Nom et lieu du tournoi            | Catégorie | Dotation    | Surface      | Partenaire      | Finalistes              | Score    |          |
| -- | ---------- | --------------------------------- | --------- | ----------- | ------------ | --------------- | ----------------------- | -------- | -------- |
| 1  | 15-07-2024 | Infosys Hall of Fame Open Newport | ATP 250   | 661 585 $   | Gazon (ext.) | André Göransson | Robert Cash James Tracy | 6-3, 6-4 | Parcours |
| 2  | 14-04-2025 | BMW Open Munich                   | ATP 500   | 2 500 000 € | Terre (ext.) | André Göransson | Kevin Krawietz Tim Pütz | 6-4, 6-4 | Parcours |

### Finales en double
| No | Date       | Nom et lieu du tournoi    | Catégorie | Dotation  | Surface    | Vainqueurs                        | Partenaire      | Score             |          |
| -- | ---------- | ------------------------- | --------- | --------- | ---------- | --------------------------------- | --------------- | ----------------- | -------- |
| 1  | 19-07-2021 | Mifel Open Cabo San Lucas | ATP 250   | 598 545 $ | Dur (ext.) | Hans Hach Verdugo John Isner      | Hunter Reese    | 5-7, 6-2, [10-4]  | Parcours |
| 2  | 22-07-2024 | Atlanta Open Atlanta      | ATP 250   | 756 020 $ | Dur (ext.) | Nathaniel Lammons Jackson Withrow | André Göransson | 4-6, 6-4, [12-10] | Parcours |

### Titre en double mixte
| No | Date       | Nom et lieu du tournoi      | Catégorie | Dotation | Surface      | Partenaire         | Finalistes                  | Score      |          |
| -- | ---------- | --------------------------- | --------- | -------- | ------------ | ------------------ | --------------------------- | ---------- | -------- |
| 1  | 01-07-2025 | The Championships Wimbledon | G. Chelem | NC £     | Gazon (ext.) | Kateřina Siniaková | Luisa Stefani Joe Salisbury | 7-63, 7-63 | Parcours |

## Parcours dans les tournois duGrand Chelem

### En double messieurs
| 2024 | — | — | 1er tour (1/32) R. Stalder \|\| style="text-align:left;" \| Sriram Balaji M. Á. Reyes-Varela | 2e tour (1/16) R. Arneodo \|\| style="text-align:left;" \| M. Arévalo M. Pavić | 2e tour (1/16) A. Göransson \|\| style="text-align:left;" \| S. Bolelli A. Vavassori |

N.B. : le nom du partenaire se trouve sous le résultat ; les noms des ultimes adversaires se trouvent à droite.

### En double mixte
| Année | Open d'Australie | Open d'Australie | Internationaux de France                                                       | Internationaux de France | Wimbledon               | Wimbledon | US Open | US Open |
| ----- | ---------------- | ---------------- | ------------------------------------------------------------------------------ | ------------------------ | ----------------------- | --------- | ------- | ------- |
| 2025  | —                | —                | 1er tour (1/16) Wu F.-h. \|\| style="text-align:left;" \| Jiang X. R. Galloway | Victoire K. Siniaková    | L. Stefani J. Salisbury |           |         |         |

N.B. : le nom du partenaire se trouve sous le résultat ; les noms des ultimes adversaires se trouvent à droite.

## Classements ATP en fin de saison
| Année          | 2016 | 2017 | 2018 | 2019 | 2020 | 2021 | 2022 | 2023 |
| Rang en simple | –    | 885  | 830  | 810  | 856  | 928  | 1472 | –    |
| Rang en double | 801  | 269  | 158  | 132  | 145  | 108  | 128  | 122  |

Source : (en) Classements de Sem Verbeek sur le site officiel de la Fédération internationale de tennis